# فوسفات أحادي الكالسيوم
فوسفات أحادي الكالسيوم أو فوسفات الكالسيوم ثنائي الهيدروجين  مركب كيميائي له الصيغة Ca(H2PO4)2. يوجد غالباً على شكل أحادي هيدرات Ca(H2PO4)2·H2O.

## الخواص
- لمركب فوسفات الكالسيوم ثنائي الهيدروجين انحلالية ضعيفة في الماء، لكنه ينحل في الحموض الممددة.
- يفقد فوسفات الكالسيوم ثنائي الهيدروجين أحادي الهيدرات ماء التبلور بالتسخين فوق 180° س. عند الوصول إلى درجات حرارة فوق 200°س يتفكك المركب إلى ميتافوسفات الكالسيوم وبيروفوسفات الكالسيوم.

## التحضير
يحضر فوسفات الكالسيوم ثنائي الهيدروجين من تفاعل حمض الفوسفور بتركيز 75% مع هيدروكسيد أو أكسيد الكالسيوم .

## الاستخدامات
- يستخدم على نطاق واسع في الأسمدة. فهو يعد أحد المكونات الأساسية لسماد سوبرفوسفات الذي يحضر من أثر حمض الكبريتيك المركز على حجر الفوسفات (فوسفوريت).[4]

3 Ca3(PO4)2(s) + 6 H2SO4(aq) → 6 CaSO4(aq) + 3 Ca(H2PO4)2(aq)
- له تطبيقات في الصناعات الغذائية، حيث يدخل كمضاف غذائي له رقم الإي E 341a خاصة في مجال صناعة الخبز والمعجنات.